# Sviluppo Nucleare Italia
Sviluppo Nucleare Italia venne costituita il 31 luglio del 2009, come Joint Venture al 50% tra Enel e la francese EDF. Lo scopo della JV era di realizzare gli studi di fattibilità, la progettazione e la costruzione di almeno 4 reattori nucleari di terza generazione avanzata, basati sulla tecnologia EPR (European Pressurized water Reactor).  Il valore previsto per i quattro impianti era di 16-18 miliardi di €; l'inizio delle costruzioni era stato originariamente programmato per il 2013. Al completamento, i quattro EPR avrebbero contribuito per il 13% circa del fabbisogno nazionale di elettricità.
A dirigere Sviluppo Nucleare Italia vennero nominati Paul Amoravain (EDF), Presidente, e Francesco de Falco (ENEL), Amministratore Delegato. A valle dell'incidente di Fukushima e dell'esito del referendum antinuclere, il progetto di realizzazione degli EPR venne abbandonato; nell'autunno del 2011 ENEL acquisì la piena proprietà  di Sviluppo Nucleare, rilevando da EDF il suo 50%.